# Good-bye My Loneliness
「Good-bye My Loneliness」（グッバイ・マイ・ロンリネス）は、日本の音楽ユニット・ZARDが、Zard名義で発売した1作目のシングルである。

## 概要
- メジャーデビューシングル。本作と次作「不思議ね…」、後に発売された1枚目のアルバム『Good-bye My Loneliness』のみZard名義で発売された。
- ZARDのシングルでは本作と次作「不思議ね…」のみ、CD規格ではオリジナル・カラオケが収録されておらず、カセット規格のみオリジナル・カラオケが収録された。

## 音楽性

### Good-bye My Loneliness
- 表題曲は中村雅俊と田中美佐子主演のテレビドラマ『結婚の理想と現実』の主題歌に起用された[1]。
- プロデューサーの亀山千広とフジパシフィックミュージック社長の朝妻一郎は最初は大滝詠一に主題歌を依頼しに行ったが、大滝本人から「朝妻さん、今は俺よりも長戸大幸さんの方がすごく当たっているから、今は長戸大幸さんで行くべきだ」と進言した。「洋楽のいいフレーズを、どう使ったらヒットするかのノウハウ」を長戸大幸が持っていることを、大滝詠一は見抜いていたという。
- ビーイングに出向き長戸大幸からデビューを考えている新人アーティスト数名のデモテープを聞かせてもらい、その中から坂井の声が選ばれた[注 2]。坂井は1990年夏のB.B.クィーンズの音楽コーラス隊（B.B.クィーンズシスターズ、のちのMi-Ke）のオーディションで落選しており、ビーイングとは別に演歌歌手とデュエットする企画があった中で長戸が交渉したことで、坂井がZARDとして歌手デビューすることになった経緯がある[2]。
- 坂井によると「ZARDのデビュー曲であると共に、私にとっても絶対に忘れられない1曲。この曲が、ZARDのスタートだと思うと、感慨のひとしおです。」と語っている[注 3]。
- 作曲者の織田哲郎曰く「デビュー時点でZARDは完成されており、坂井泉水は作風が初期から変わらず完成された漫画家で言えば鳥山明タイプのような天才型だった」と評価している。

## ディスクジャケット
- ジャケットは長戸の提案で元々撮影日にアートディレクターの鈴木謙一が羽織っていた革ジャンを着用して撮影された[3]。また、この際に撮影された別ショットにはコーラス参加していたデビュー前の大黒摩季が一緒に写っており、2019年に写真が公開された。

## プロモーションビデオ
- プロモーションビデオがフルサイズで制作されており、横浜の大黒埠頭で撮影された。当時まだ知名度が低かった岩井俊二が監督を務めている。当初の公式版映像は未だ作品化はされていないが、坂井の顔が殆ど映らないようにリメイクされたショート映像が2006年発売の「Le portfolio」に収録、坂井の死後の2007年以降のライブでは更にリメイクされて未公開だった坂井の歌唱シーンを多く含んだ映像が公開された。

## 記録
- オリコン初登場は28位だったが、発売から4週目に9位に入りデビューシングルでありながら、初となるTOP10入りを果たし、年間チャート入りも果たした。

## 収録曲
1. Good-bye My Loneliness [4:34]
作詞：坂井泉水
作曲：織田哲郎
編曲：明石昌夫
「Message for ZARD 25th Anniversary」にて大黒摩季がコーラスで参加したことを明かしている。また、制作時にコンセプトとなった楽曲が坂本九の「涙くんさよなら」だと後に明かされている。この楽曲のオリジナル・カラオケはカセット規格でしか音源化されていなかったが、坂井逝去後の2017年7月12日に発売された隔週刊『ZARD CD＆DVD COLLECTION 第11号 Good-bye My Loneliness』にて初めてCD規格で音源化された。1997年発売の『ZARD BLEND〜SUN & STONE〜』では再レコーディングされている。
2. 愛は暗闇の中で [4:43]
作詞：坂井泉水
作曲：栗林誠一郎
編曲：ZARD、寺尾広
BLIZARDの6枚目のアルバム『SHOW ME THE WAY』収録曲「Empty Days」のカバー。編曲クレジットにZARDの表記が記載されている唯一の楽曲。坂井逝去後の2008年に上木彩矢と森下志音が参加しリメイクされ、同年44枚目のシングル「翼を広げて/愛は暗闇の中で」として発売された。

## 参加ミュージシャン
Zard
- 坂井泉水：Vocal (全曲)

Additional Musician
- 大黒摩季：Guest Chorus (#1,2)
- 栗林誠一郎：コーラス (#2)
- 川島だりあ：コーラス (#2)
- 西田昌史：コーラス (#2)

## タイアップ
- フジテレビ系列木曜劇場『結婚の理想と現実』主題歌 (#1)
- 『クラリオン』CMソング (#1)
- 日本テレビ系列『名探偵コナン』オープニングテーマ(#2)

## 楽曲の収録アルバム
- Good-bye My Loneliness (#1,2)
- ZARD BLEND〜SUN & STONE〜 (#1、ボーカルリテイクバージョン)
- Golden Best 〜15th Anniversary〜 (#1)
- ZARD SINGLE COLLECTION 〜20th ANNIVERSARY〜 (#1,2)
- ZARD Forever Best 〜25th Anniversary〜 (#1)
- d-project with ZARD (#2、ゲストボーカルに大黒摩季、ラップ詞を元DA PUMPのKENによって書き下ろし追加しラップとして参加)

## カバー
| 曲名                   | アーティスト     | 収録作品              | 発売日        | 備考                              |
| ---------------------- | ---------------- | --------------------- | ------------- | --------------------------------- |
| Good-bye My Loneliness | DIMENSION        | 『Loneliness』        | 2004年12月1日 |                                   |
| Good-bye My Loneliness | SARD UNDERGROUND | 「少しづつ 少しづつ」 | 2020年2月10日 | 初回限定盤、通常盤のc/wのみ収録。 |
| 愛は暗闇の中で         | SARD UNDERGROUND | 「少しづつ 少しづつ」 | 2020年2月10日 | 名探偵コナン盤のc/wのみ収録。     |